# Parc national Ulittaniujalik
Le parc national Ulittaniujalik (en inuktitut: ᐅᓕᑦᑕᓂᐅᔭᓕᒃ ᒥᕐᖑᐃᓯᕐᕕᖓ) est un parc national du Québec situé au Nunavik. Ce territoire de 5 293 km2 créé en 2016 protège des lignes de rivage laissées par la glaciation du Wisconsin.  Cette réserve comprend aussi une partie de la rivière George.

## Toponymie
Le nom parc national Ulittaniujalik provient du nom inuktitut du pic Pyramide. Il signifie « endroit où il y a des lignes de rivage » et fait référence aux terrasses laissées sur la montagne par le retrait du lac Naskaupi il y a 8 000 ans.

## Histoire
Le parc a été créé le 10 mars 2016 à la suite de la publication du décret dans la Gazette officielle du Québec.